# Bahnhof Pasewalk
Der Bahnhof Pasewalk ist ein Eisenbahnknoten im Osten des Bundeslandes Mecklenburg-Vorpommern. Hier kreuzen die Angermünde-Stralsunder Eisenbahn und die Bahnstrecke Bützow–Szczecin. Neben dem Stralsunder Hauptbahnhof ist Pasewalk der wichtigste deutsche Knotenbahnhof in Vorpommern.

## Lage
Der Bahnhof liegt am nördlichen Stadtrand der 11.700 Einwohner zählenden Stadt Pasewalk. Er ist als Keilbahnhof angelegt. Die östliche Bahnhofsseite dient dabei dem Verkehr in Richtung Szczecin, die westliche dem in Richtung Angermünde. Im nördlichen Bahnhofsbereich sind beide Strecken miteinander verknüpft, dort befanden sich umfangreiche Anlagen für den Rangier- und Güterverkehr des ehemaligen zweiseitigen Rangierbahnhofs, die seit den 1990er Jahren kaum noch genutzt und mittlerweile abgerissen wurden.

## Geschichte
1863 erhielt Pasewalk Bahnanschluss, als die Berlin-Stettiner Eisenbahn-Gesellschaft eine Bahn von Angermünde mit Anschluss aus Berlin nach Stralsund eröffnete. Der Personen- und Güterverkehr wurde am 16. März 1863 offiziell eröffnet. Mit der zeitgleich eröffneten Zweigbahn nach Stettin (heute Szczecin) wurde Pasewalk zum Eisenbahnknoten. Die Stadt Pasewalk zeigte sich sehr interessiert am Bahnbau und stellte ein Areal von 1721 Quadratmetern kostenlos zur Verfügung.
Im Dezember 1866 wurde die Strecke aus Stettin nach Strasburg an der mecklenburgischen Grenze verlängert, wo Anschluss an die Strecke aus Bützow hergestellt wurde.
1880 ging die Berlin-Stettiner Eisenbahn-Gesellschaft und damit auch die Strecken um Pasewalk in den Preußischen Staatseisenbahnen auf. Seit 1920 gehörte Pasewalk zur Reichsbahndirektion Stettin der Deutschen Reichsbahn.
1927 ging der Tunnel zu den Bahnsteigen auf der Ostseite, 1939 auf der Westseite in Betrieb. Ein durchgehender Tunnel zwischen beiden Bahnhofsseiten wurde aber nie gebaut, man muss stets durch oder um das Empfangsgebäude laufen, um in den anderen Bahnhofsteil zu kommen.
Nach Kriegsende wurde Pasewalk für kurze Zeit Sitz der Reichsbahndirektion, die die auf deutscher Seite verbliebenen Strecken der ehemaligen Reichsbahndirektion Stettin umfasste. Bereits im Oktober 1945 wurde der Direktionssitz nach Greifswald verlegt.

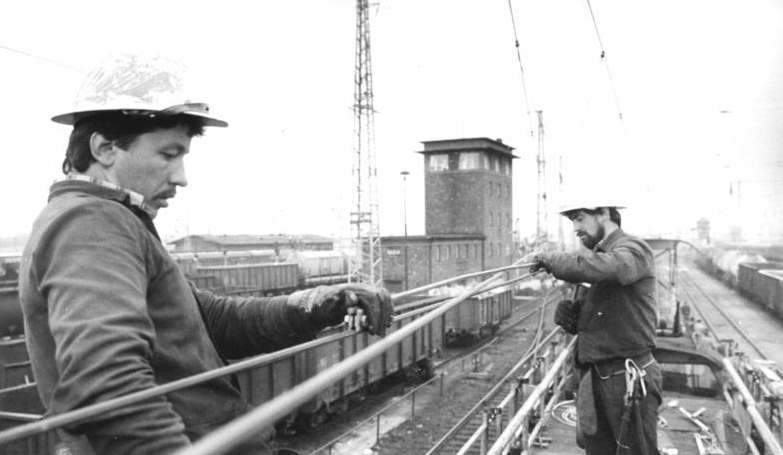
Streckenelektrifizierung in Pasewalk (1988), im Hintergrund das ehemalige Befehlsstellwerk B 3
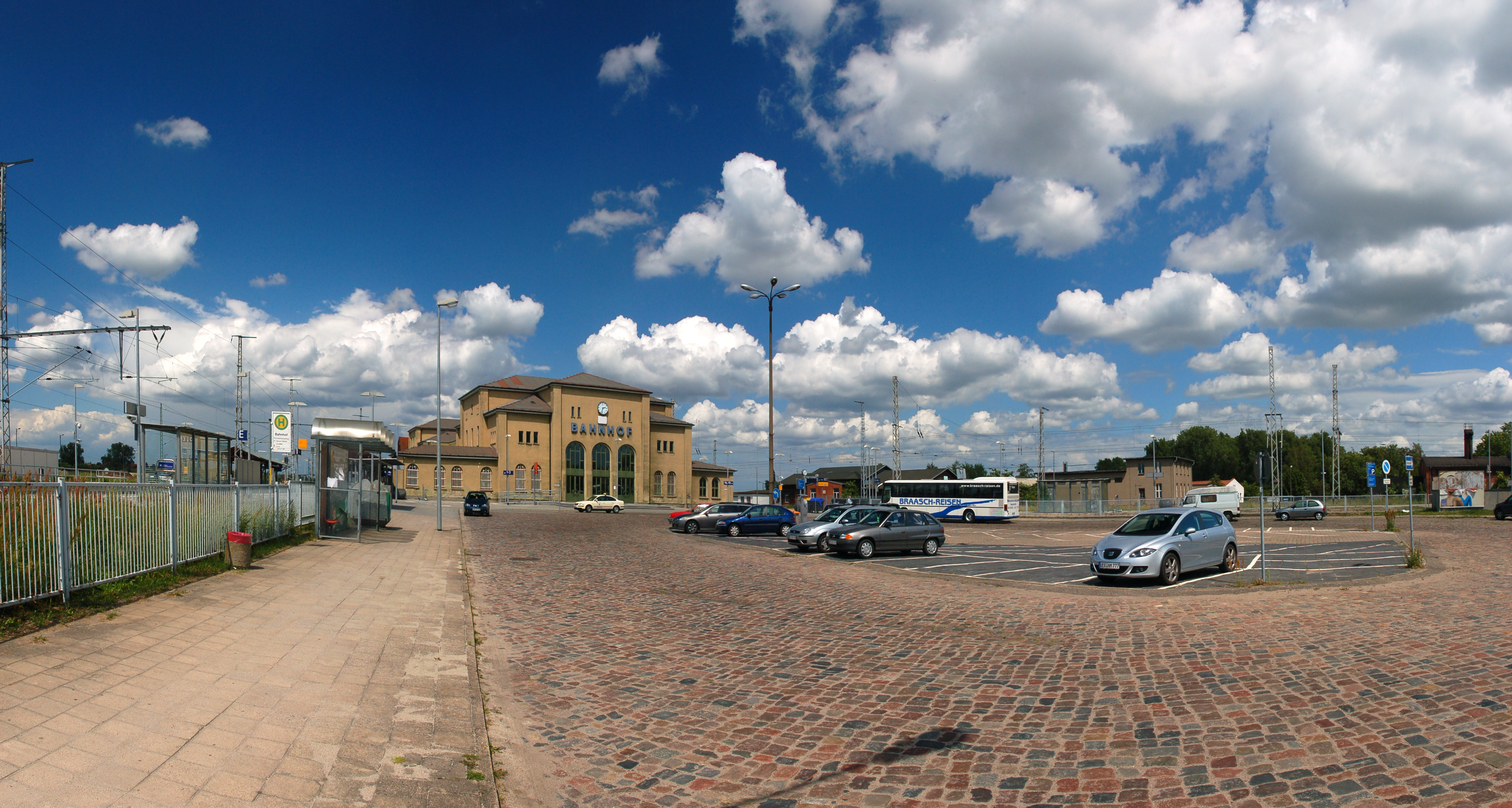
Bahnhofsvorplatz
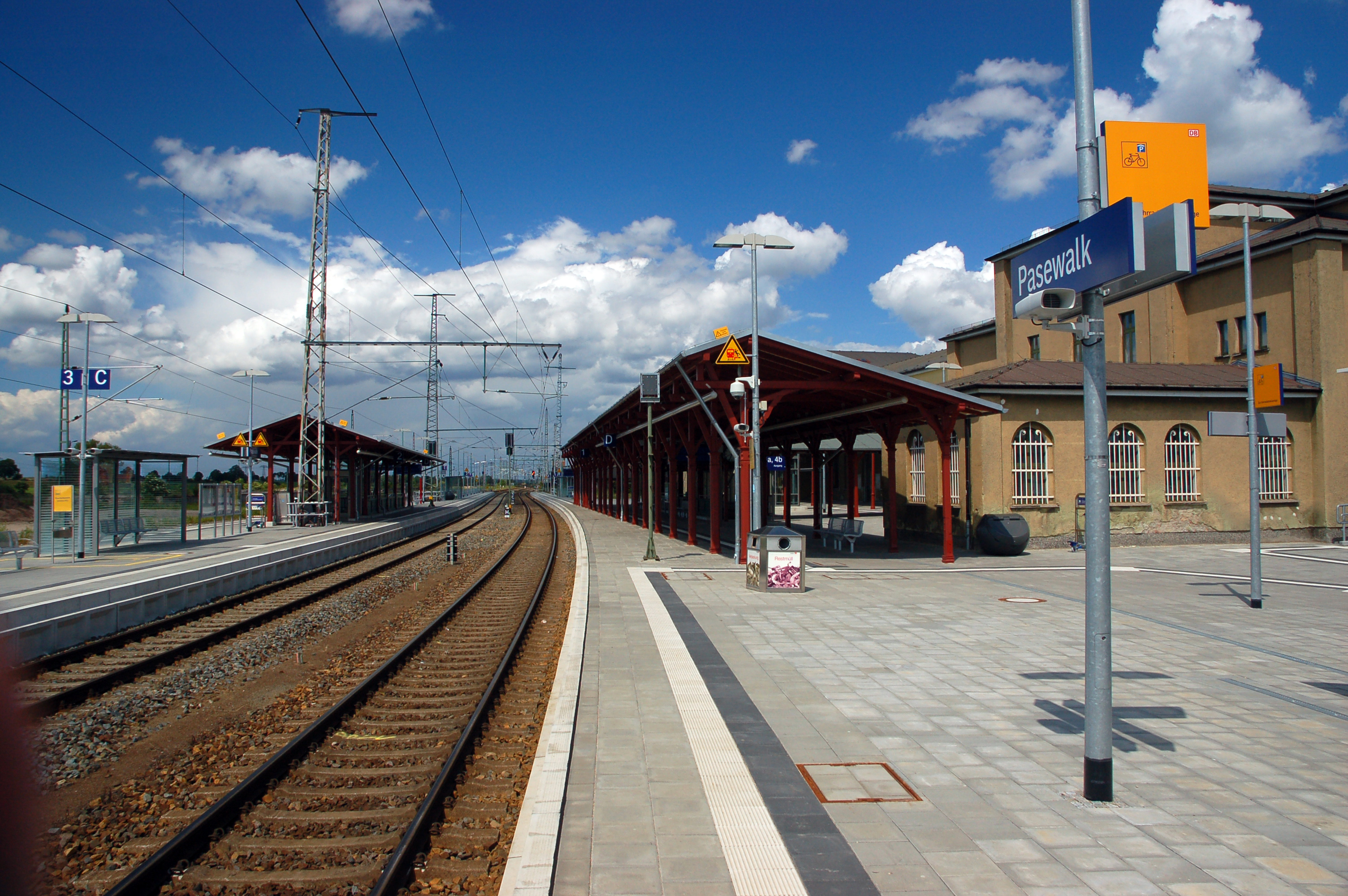
Bahnsteige

Die einstmals wichtige Rolle im Ost-West-Verkehr war durch die Grenzziehung zu Polen unterbrochen worden. Später nahm die Bedeutung vor allem im Güterverkehr wieder zu. 1957 wurden vier Stellwerke im Bahnhofsbereich neugebaut. Von 1975 bis 1977 wurde die Strecke Berlin–Pasewalk–Stralsund wieder zweigleisig ausgebaut, nachdem das zweite Gleis nach 1945 Reparationsleistungen an die Sowjetunion zum Opfer gefallen war.
Zur Entlastung des Bahnhofs entstand eine Verbindungskurve nordwestlich des Bahnhofs zwischen dem Bahnhof Charlottenhof und der Abzweigstelle Belling, die direkte Fahrten aus Richtung Neubrandenburg nach Greifswald ermöglichte. Am Abzweigbahnhof Charlottenhof sollte ein Containerbahnhof entstehen. Insgesamt arbeiteten 1200 Eisenbahner in der Dienststelle Pasewalk.
Am 28. Mai 1988 wurde der elektrische Betrieb von Pasewalk in Richtung Berlin aufgenommen.
Nach der politischen Wende in der DDR nahm die Bedeutung des Bahnhofs vor allem für den Güterverkehr rapide ab. Weite Teile der Gleisanlagen sind seit den 1990er Jahren ungenutzt.
Ende 2008 wurden die Anlagen für den Personenverkehr umfassend saniert. Die historische denkmalgeschützte Bahnsteigüberdachung blieb dabei erhalten.

## Verkehrsanbindung
Der Bahnhof spielte und spielt eine wichtige Rolle im Fern- und Nahverkehr. Hier hielten Fernzüge aus Berlin (und weiter südlich) nach Stralsund und an die Ostseeküste und aus Hamburg nach Stettin. Letztere Relation spielt nach Ende des Zweiten Weltkrieges kaum noch eine Rolle. Hinzu kamen Nahverkehrszüge in die vier Hauptrichtungen sowie über die nördlich von Pasewalk abzweigende Bahnstrecke Jatznick–Ueckermünde.
Ende 2010 wurde der Fernverkehr auf drei tägliche Zugpaare, am Wochenende und in der Saison etwas mehr ausgedünnt. Nach Protesten der Kommunen und der Landesregierung wurde im März 2011 zusätzlich die erste planmäßige ICE-Zugverbindung auf der Strecke Angermünde–Stralsund aufgenommen. Heute ist Pasewalk Halt von Intercity-Express auf den Linien 15 und 28 von Stralsund (teilweise Binz) nach Berlin und weiter in Richtung Halle (Saale), Erfurt, Frankfurt (Main) und München.
Im Regionalverkehr verkehrt die Regional-Express-Linie RE 3 von Lutherstadt Wittenberg über Berlin nach Stralsund alle zwei Stunden. In Ost-West-Richtung werden Züge der Linie RE 4 im Stundentakt Richtung Neubrandenburg und Bützow angeboten. Der RE 4 verkehrt im Wechsel weiter nach Szczecin und nach Ueckermünde.
| Linie                    | Linienverlauf | Takt (min)                                                               | EVU                   |
| ------------------------ | --- | ------------------------------------------------------------------------ | --------------------- |
| ICE 15                   | (Ostseebad Binz –) Stralsund Hbf – Greifswald – Pasewalk – Eberswalde Hbf – Berlin Hbf (– Halle (Saale) Hbf – Erfurt Hbf – Frankfurt (Main) Hbf) | einzelne Züge                                                            | DB Fernverkehr        |
| ICE 28                   | (Ostseebad Binz –) Stralsund – Greifswald – Pasewalk – Eberswalde Hbf – Berlin Hbf (– Leipzig – Erfurt Hbf – München Hbf)                        | einzelne Züge                                                            | DB Fernverkehr        |
| RE 3                     | (Lutherstadt Wittenberg Hbf –) Jüterbog – Berlin Hbf – Eberswalde Hbf – Angermünde – Pasewalk – Züssow – Greifswald – Stralsund Hbf              | 120                                                                      | DB Regio Nordost      |
| RE 4                     | (Lübeck Hbf – Bad Kleinen –) Bützow – Güstrow – Neubrandenburg – Pasewalk – Grambow – Szczecin Główny                                            | 120 (Lübeck–Bützow) 060 (Bützow–Pasewalk) 120 (Pasewalk–Szczecin Główny) | DB Regio Nordost      |
| RE 4                     | Pasewalk – Jatznick – Torgelow – Ueckermünde – Ueckermünde Stadthafen                                                                            | 120                                                                      | DB Regio Nordost      |
| RE 10                    | Pasewalk – Anklam – Züssow – Greifswald – Stralsund Hbf (– Velgast – Ribnitz-Damgarten – Rostock Hbf)                                            | 120 (Pasewalk–Stralsund) einzelne Züge (Stralsund–Rostock)               | Ostdeutsche Eisenbahn |
| Stand: 10. Dezember 2023 | |                                                                          |                       |

## Lokschuppen Pomerania e. V.
Der Verein Lokschuppen Pomerania e. V. bemüht sich um die Erhaltung der nicht mehr benötigten Anlagen von Bahnhof und Bahnbetriebswerk. Ringlokschuppen und Drehscheibe sind erhalten, auch der Wasserturm steht noch. Besonderheit des Lokschuppens ist, dass jeweils zwei Stände ein gemeinsames Tor haben. Im Sommerhalbjahr betreibt er ein Eisenbahnerlebniszentrum. Der Lokschuppen gewann 2013 den durch den Nordkurier verliehenen Preis Spielstätte des Jahres für die Festspiele Mecklenburg-Vorpommern.

## Sonstiges
In die Kinder-Literaturgeschichte eingegangen ist der Bahnhof Pasewalk durch das – in der DDR überaus populäre – Gedicht Der Kater Karli Rasebalg (aus dem Buch Die Eisenbahn hat Stiefel an), der auf dem Bahnhof Pasewalk wohnt und von hier aus das gesamte Mecklenburger Seenland als „Reichsbahn-Mäusekontrolleur“ bereist.
Die Folge 897 der Fernsehserie Eisenbahn-Romantik aus dem Jahr 2017 widmet sich dem Bahnhof und erzählt seine Geschichte sowie die von mit ihm verbundenen Personen.

## Bahnhof Pasewalk Ost
Im Nordosten der Stadt liegt an der Strecke nach Szczecin der Bahnhof Pasewalk Ost. Er entwickelte sich zeitweise selbst zu einem kleinen Verkehrsknoten. Hier begann die Kleinbahn Klockow–Pasewalk, die 1893 zunächst als Pferdebahn entstand und 1908 auf Dampfbetrieb umgestellt wurde. Die Strecke war bis 1961 für den Personen- und 1963 für den Güterverkehr in Betrieb. Östlich des Bahnhofs zweigt eine Bahnstrecke nach Gumnitz an der Strecke nach Ueckermünde ab. Die Strecke diente vor allem dem Zubringerverkehr zu den umfangreichen Anlagen der Nationalen Volksarmee im Raum Eggesin.